# Юйцзюлюй Доулунь
Юйцзюлюй Доулунь (кит. упр. 郁久閭豆崙, пиньинь Yùjiǔlǘ Dòulún) (тронное имя. Фуминдунь  Хан (伏名敦可汗)) — седьмой каган жужаней с 485 года по 492 год н. э.

## Правление
Правление своё по-китайски назвал Тайпин (太平) — небесное спокойствие. Набеги на вэйскую границу возобновились, но видимых результатов не приносили. В китайских источниках годы его правления называются «периодом милосердия», но в это время в каганате происходили частые междоусобные войны верховной знати. Знатный жужань Шилохэу советовал кагану помириться с Бэй Вэй. Доулунь обвинил его в измене и казнил вместе со всем родом до трёх колен.
В 492 Юань Хун отправил 70 000 конницы против жужаней. Гаоцзюйцы Афучжило отделились от жужаней и со 100 000 человек откочевали к верховьям Иртыша и объявили себя независимыми. Каган вместе со своим дядей князем Нагаем бросился в погоню за гаоцзюйцами. Афучжило разбил Доулуня на северной дороге, тогда как Нагай победил гаоцзюйцев на южной.
Князья жужаней стали уговаривать Нагая стать каганом, но Нагай отказывался и говорил, что Доулунь законный каган до смерти. Тогда вельможи убили Доулуня и его мать, трупы их принесли к Нагаю и провозгласили его Каганом.